# Gasteropelecus sternicla
Pour les articles homonymes, voir Poisson-hachette.
Espèce
Le Poisson-hachette argenté (Gasteropelecus sternicla) est un poisson appartenant à la famille des Gasteropelecidae.
On le trouve dans le bassin de l'Amazone, en Guyane, au Guyana... et il mesure 6,5 cm.

## Noms créoles
En créole, il est aussi appelé : Yaya gro tjò, Yaya hache, Poson rach ou encore Yaya rach
.